# Barbus dartevellei
Barbus dartevellei is een  straalvinnige vissensoort uit de familie van eigenlijke karpers (Cyprinidae). De wetenschappelijke naam van de soort is voor het eerst geldig gepubliceerd in 1945 door Max Poll.
De soort staat op de Rode Lijst van de IUCN als Onzeker, beoordelingsjaar 2009.